# North Bay (New York)
Pour les articles homonymes, voir North Bay.
North Bay est une census-designated place du comté d'Oneida, dans l'État de New York, aux États-Unis. En 2020, elle compte une population de 374 habitants.